# Clase Gotland
Los submarinos Clase Gotland de la Armada de Suecia son modernos submarinos stirling-eléctricos, diseñados y construidos por los astilleros Kockums en Suecia.
Estos submarinos fueron los primeros en el mundo en incorporar el sistema Stirling AIP (air-independent propulsión), que extiende el tiempo de inmersión de pocos días a semanas. Esta capacidad antes solo era posible en submarinos nucleares.

## Características
Los submarinos de ataque de la clase Gotland son los submarinos más modernos de la Armada de Suecia, diseñados principalmente para misiones antisuperficie y antisubmarinas, recolección de inteligencia (COMINT y SIGINT), observación, operaciones especiales y minado.
En superficie, el submarino es propulsado por dos conjuntos de motores MTU. Mientras sumergido, el motor Stirling de propulsión independiente de aire (AIP) se utiliza para manejar el generador de 75 kW (101 shp) para propulsión o para cargar la baterías. Un motor Stirling es particularmente adecuado para un submarino porque el motor es casi silencioso y puede utilizar el agua de mar circundante como un disipador térmico para aumentar la eficiencia. La resistencia sumergida depende de la cantidad de líquido y oxígeno almacenado a bordo y se describe como "semanas". La clase se caracteriza por su baja firma acústica, resistencia a los golpes extremos y un sistema de combate potente.
Kockums asegura que la Clase Gotland tiene una excelente maniobrabilidad debido al diseño del casco y un bien posicionado timón X. El timón X dispone de cuatro superficies de control, junto con dos montados en la vela, que permite curvas cerradas y la capacidad de operar
muy cerca del fondo marino. La automatización y computarización del submarino permiten que un solo operador dirija el submarino en profundidad, lo que conllevo tener una menor tripulación que permitió tener mejores niveles de comodidad y bajos costes operacionales.
La clase tiene muchas características que incrementan su furtividad, que ayudan a permanecer sin ser detectados. Toda la maquinaria a bordo está aislada y montada sobre amortiguadores de goma para reducir las vibraciones y ruidos; el diseño de casco hidrodinámico para reducir el ruido, la firma infrarroja y el sonar activo; contrarrestan su firma magnética con 27 electroimanes independientes; campos eléctricos de muy baja frecuencia (ELF); varios recubrimientos de casco para reducir la respuesta del sonar activo; y el recubrimiento del mástil con material de absorción de radar. Combinado con el funcionamiento silencioso del generador Stirling y lento girar la hélice para evitar la cavitación, lo que hace que esta clase de submarinos sea muy difícil de detectar bajo el agua, especialmente en su zona normal de operaciones en el mar Báltico.

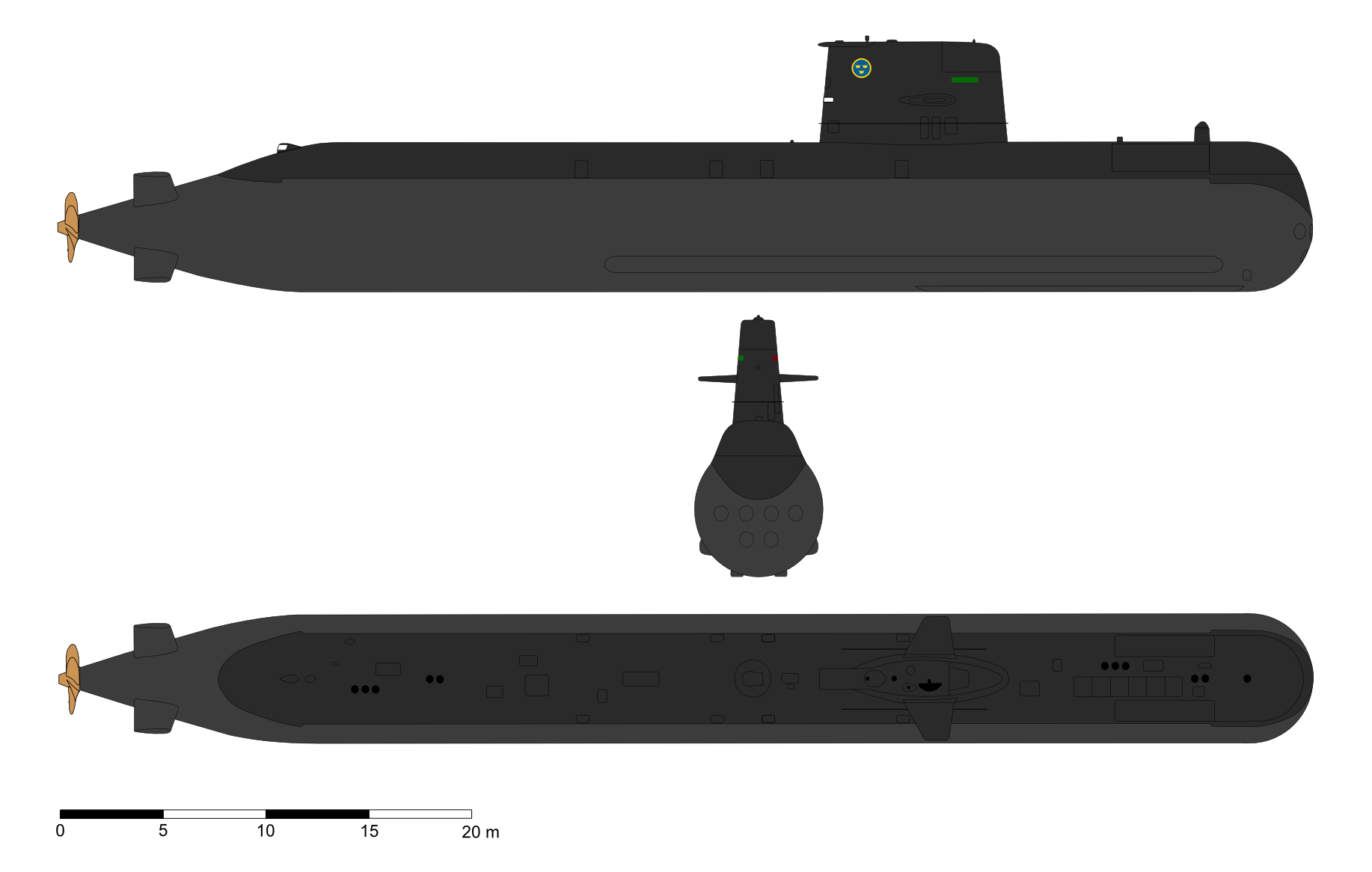
Ilustración de los submarinos clase Gotland.

## Unidades
| Nombre      | Puesta en grada       | Lanzado                  | Comisionado | Grupo                      | Estatus | Escudo de armas |
| ----------- | --------------------- | ------------------------ | ----------- | -------------------------- | ------- | --------------- |
| HMS Gotland | 10 de octubre de 1992 | 2 de febrero de 1995     | 1996        | 1.ª Flotilla de submarinos | Activo  |                 |
| HMS Uppland | 14 de enero de 1994   | 8 de febrero de 1995     | 1996        | 1.ª Flotilla de submarinos | Activo  |                 |
| HMS Halland | 21 de octubre de 1994 | 27 de septiembre de 1996 | 1996        | 1.ª Flotilla de submarinos | Activo  |                 |

## Despliegue
Después de ser modernizado y actualizado para soportar las altas temperaturas de los mares tropicales,  el HMS Halland participó en un ejercicio multinacional en el Mediterráneo desde el 16 de septiembre de 2000. Supuestamente, allí permaneció sin ser detectado por varios de sus adversarios aliados, atrayendo el interés de los países participantes. A principios de noviembre del mismo año, participó en un ejercicio de "agua azul" de la OTAN en el Atlántico. En el ejercicio se reportó una victoria en "duelo" con unidades navales españolas y de la misma manera se registró una victoria contra un submarino de ataque de propulsión nuclear SSN francés. El HMS Gotland también  "derrotó" un SSN estadounidense, el USS Houston (SSN-713).

### Arriendo a la Armada de Estados Unidos
En 2004, el Gobierno de Suecia recibió una solicitud de los Estados Unidos de América para el arrendamiento HMS Gotland -comandado, tripulado y con bandera sueca- por una duración de un año para su uso en ejercicios de guerra antisubmarina. El Gobierno sueco accedió a esta petición en octubre de 2004, y ambas armadas firmaron un memorándum de entendimiento el 21 de marzo de 2005. El contrato fue prorrogado por otros 12 meses en 2006. En julio de 2007, HMS Gotland partió de San Diego con destino a Suecia para volver al servicio en la Armada de Suecia.
El HMS Gotland logró tomar varias fotografías del USS Ronald Reagan durante un ejercicio de guerra en el Océano Pacífico que demostraban el "hundimiento" del portaaviones. El ejercicio se realizó para evaluar la eficacia de la flota estadounidense contra los submarinos diésel-eléctricos, que demostró que la flota estadounidense tenía graves fallas para enfrentar este tipo de submarinos.

### Submarinos similares
- Clase U-212
- Clase U-214
- Clase Scorpène
- Clase Amur
- Clase S-80